# Maison des associations de Vesoul
La Maison des associations de Vesoul est l'un des principaux complexes sportifs de Vesoul, dans la Haute-Saône.
Ancien établissement industriel, le site a été converti en complexe sportif en 1984. Totalisant une surface de 6 000 m2, le centre sert de lieu d'entrainement et de compétition de plusieurs clubs de sports de la ville.

## Histoire

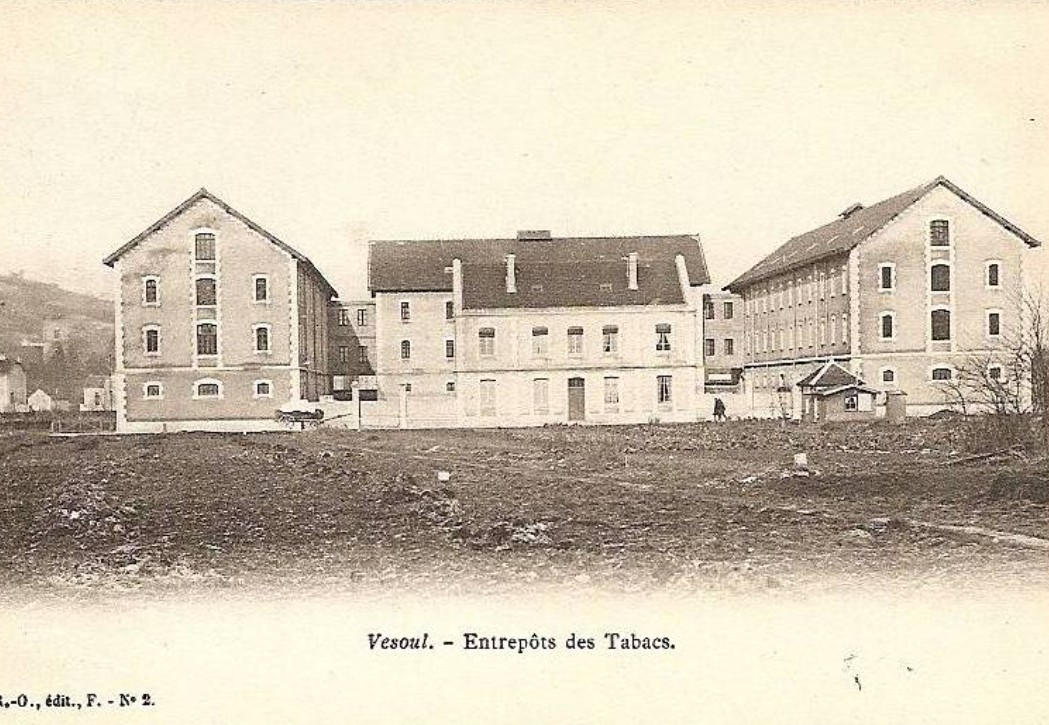
Manifacture des tabacs de Vesoul - Carte postale datée de 1904

À son origine, le bâtiment était une manufacture des tabacs construite entre 1897 et 1898 par la régie des Tabacs. Le bâtiment sert à accueillir des bureaux, mais aussi à stoker et à conditionner les feuilles de tabac, avant leur envoi via le chemin de fer qui desservait les lieux. L'activité prend fin au début des années 1960. Ensuite différents propriétaires se succèdent, une entreprise électrique, une entreprise de chaudronnerie (ESAC, 1971) puis l'entreprise Mérinos.
En 1984, la mairie de Vesoul s'en porte acquéreur et aménage le lieu en complexe sportif. En novembre 2007, un incendie d'origine accidentelle ravage l'aile ouest du bâtiment, dont les ruines seront rasées quelques mois plus tard.
L'édifice fait l'objet d'un inventaire du patrimoine en 2008.

## Localisation du complexe
La maison des associations est située dans le quartier sud de Vesoul, à proximité de la rue Jean Jaurès. Le complexe est desservi par les lignes   5   6   8  et le service Moova la demande du réseau de transport en commun Moova.

## Clubs résidents
Le complexe sportif est le lieu d'entraînement de plusieurs clubs sportifs vésuliens tels que :
- le Cercle sportif Vesoul Haute-Saône
- l'Étoile de la Motte Vesoul Tennis de table
- l'Avant-garde de la Motte de Vesoul
- le Cercle Judo Vesoul

Côté Sport-Santé, des séances de gymnastique Phase III, adaptées aux personnes ayant une pathologie cardiaque et également aux personnes désirant exercer un entretien physique sont proposées par la gymnastique volontaire vésulienne.

## Structure et équipements
Liste des équipements du complexe :
- 1 salle multisports avec une tribune de 750 places assises, nommée gymnase Jean-Jaurès, qui permet de pratiquer le badminton, le basket, le handball, le volley…
- 1 salle de gymnastique
- 1 salle polyvalente
- 1 dojo
- 1 salle de tennis de table
- 1 salle de tir

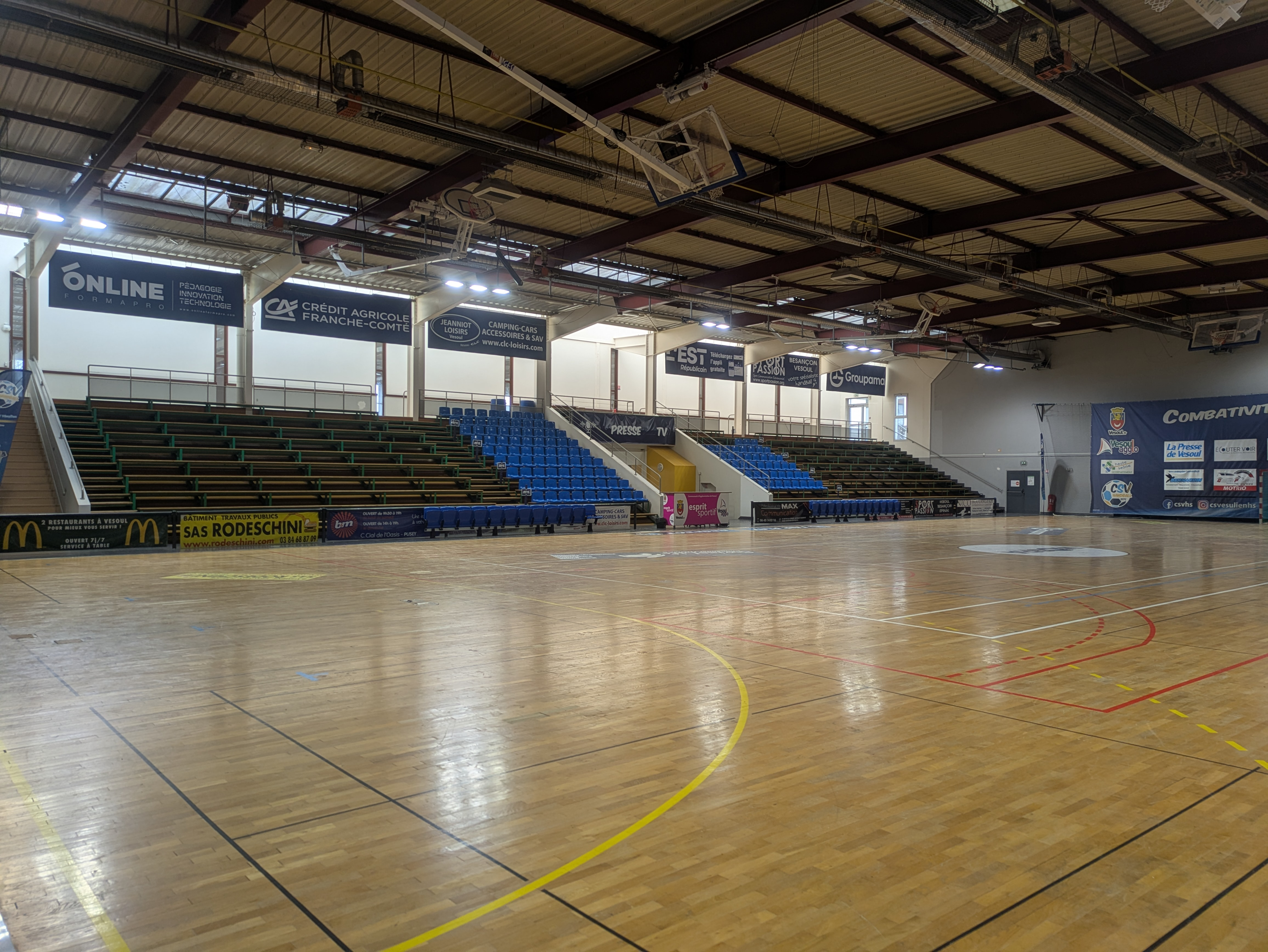
Le gymnase Jean-Jaurès
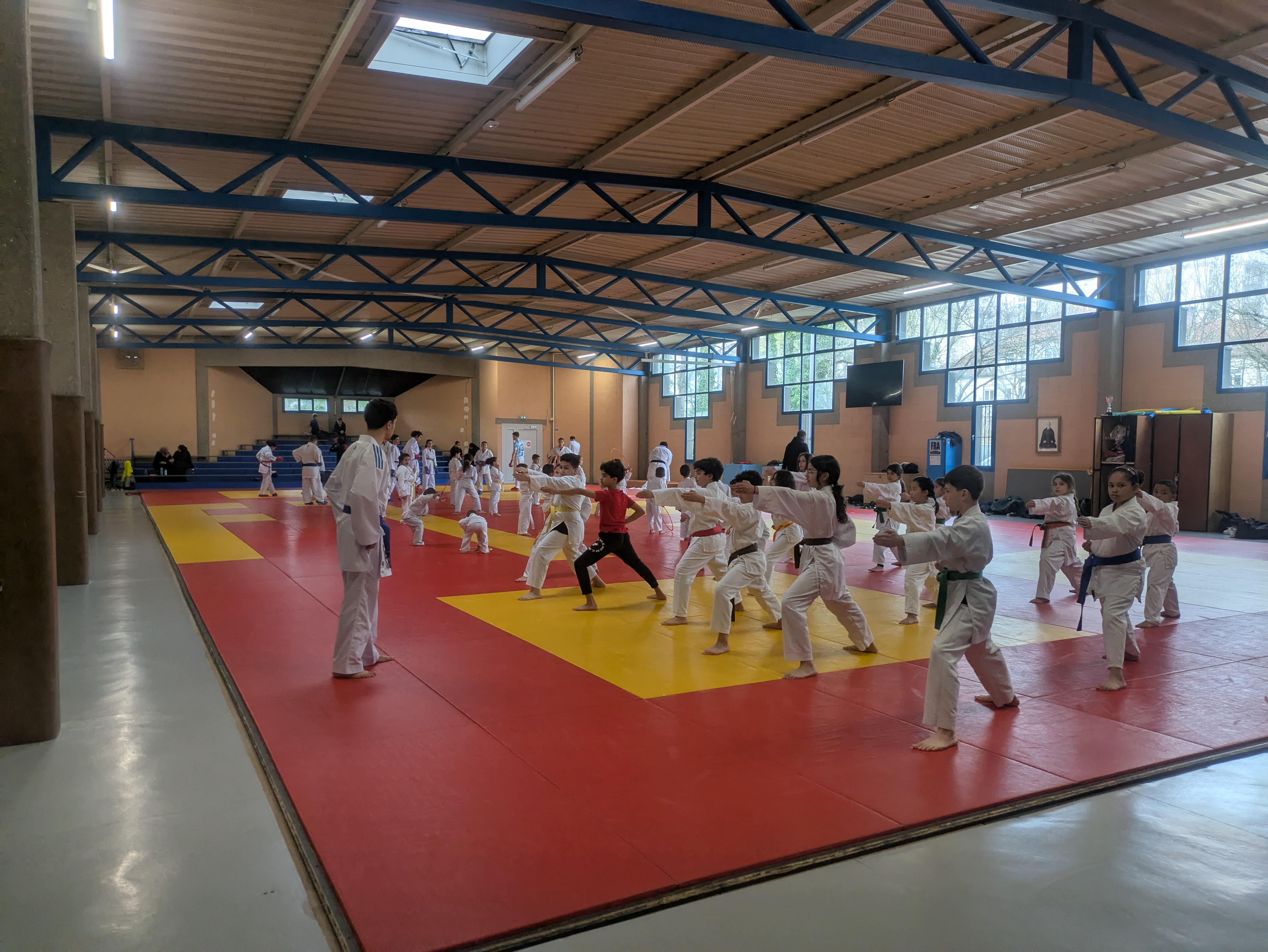
Le dojo
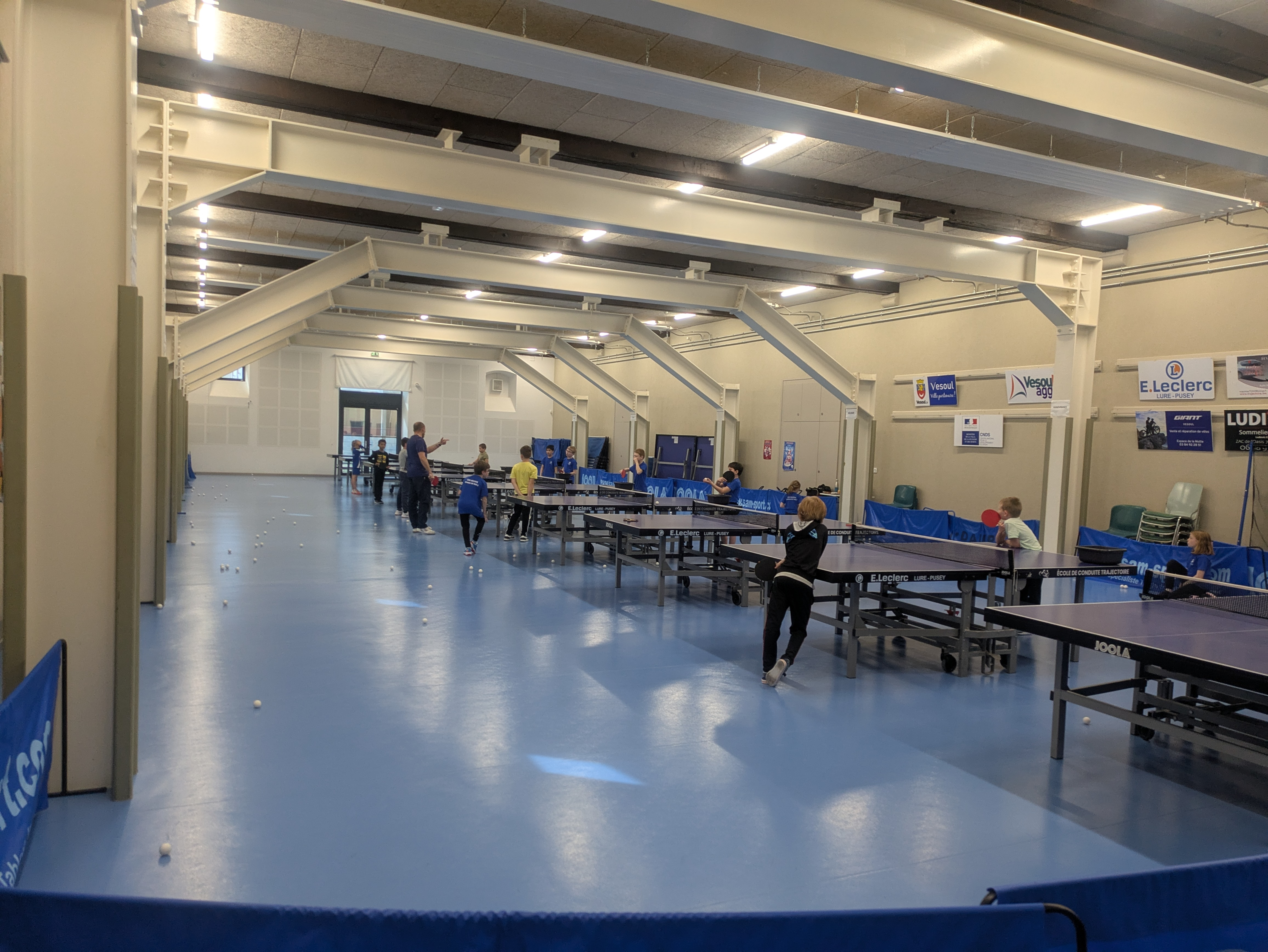
La salle de tennis de table
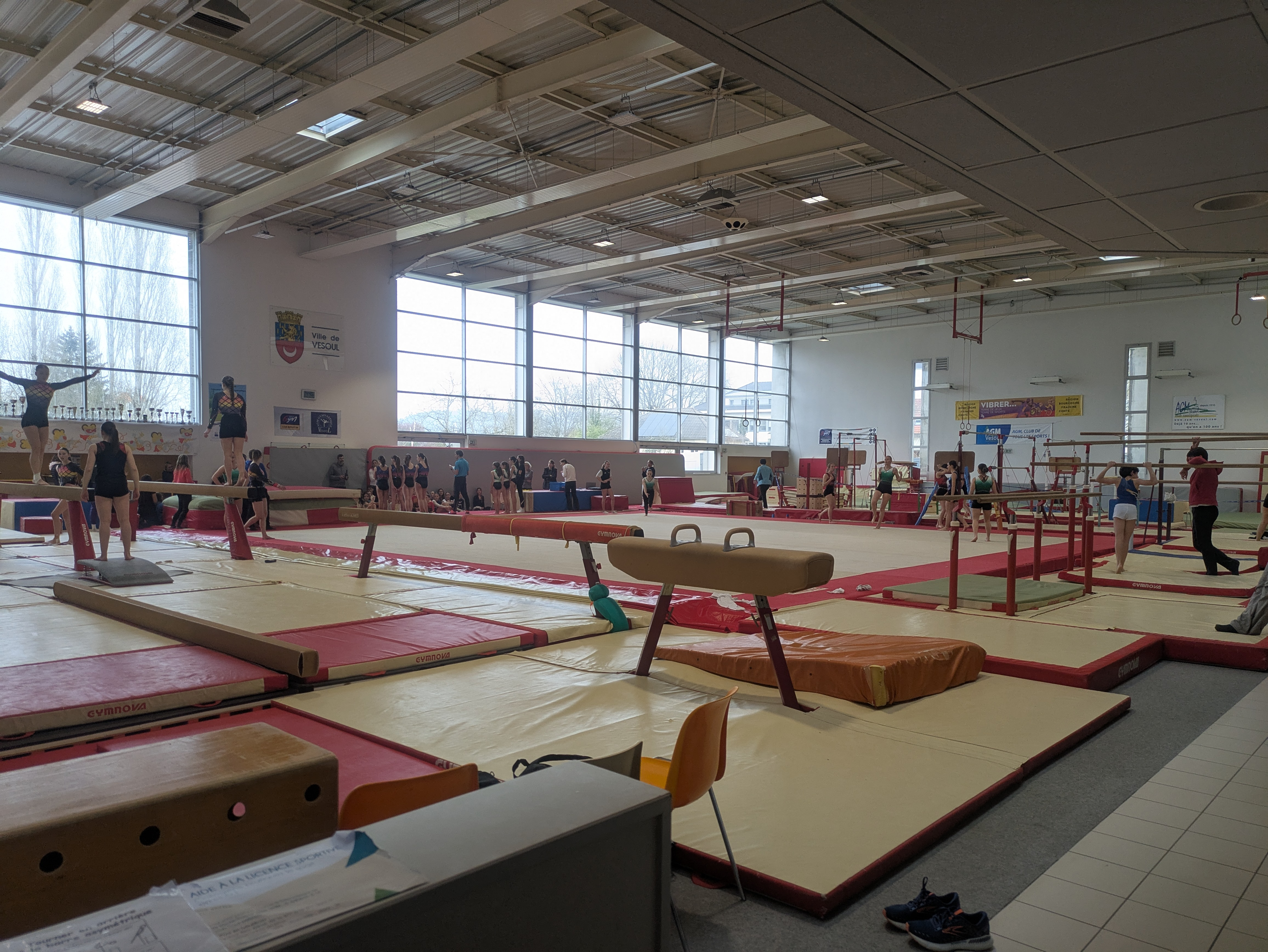
La salle de gymnastique